# Листва (машина)
15М107 «Листва́» — российская машина дистанционного разминирования (МДР) на базе бронекорпуса СБА-60-К2 «Булат», относится к оружию на новых физических принципах (микроволновое оружие).
Разработана для РВСН и включается в состав колонн на маршрутах боевого патрулирования ПГРК «Ярс», «Тополь-М», «Тополь».

## Характеристики

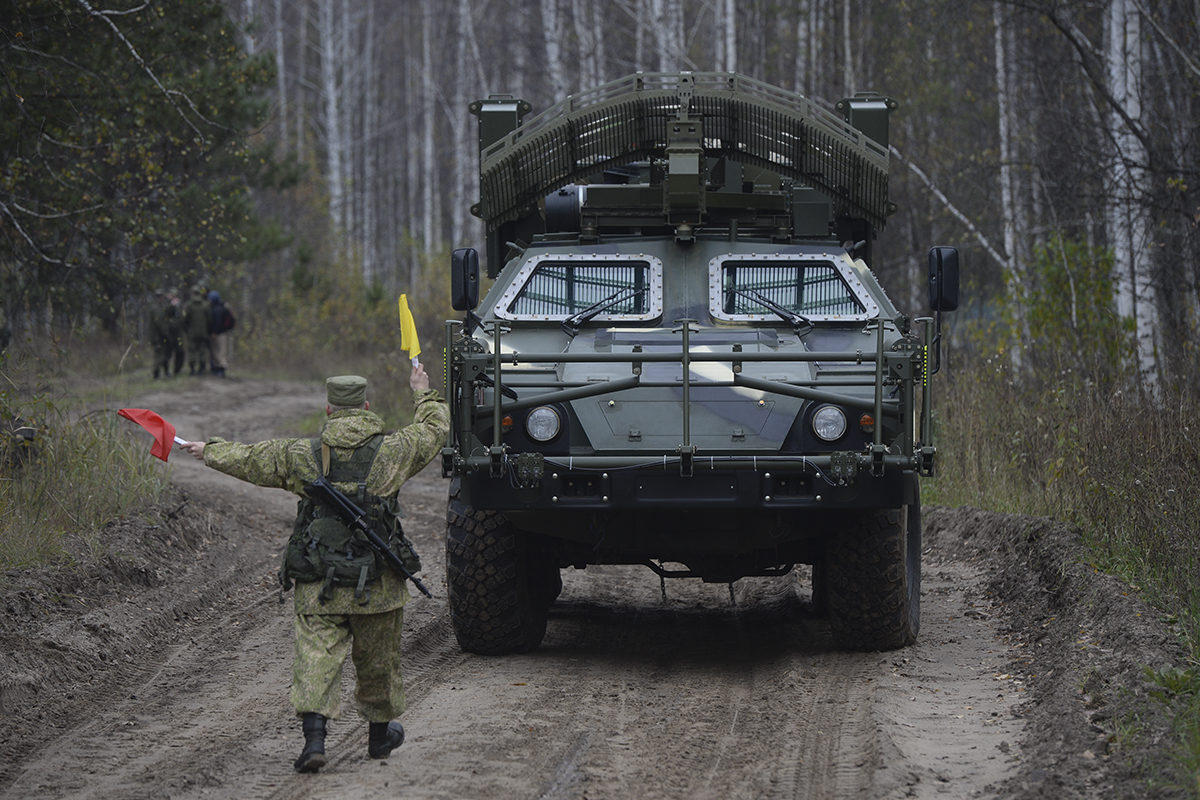
В походном положении

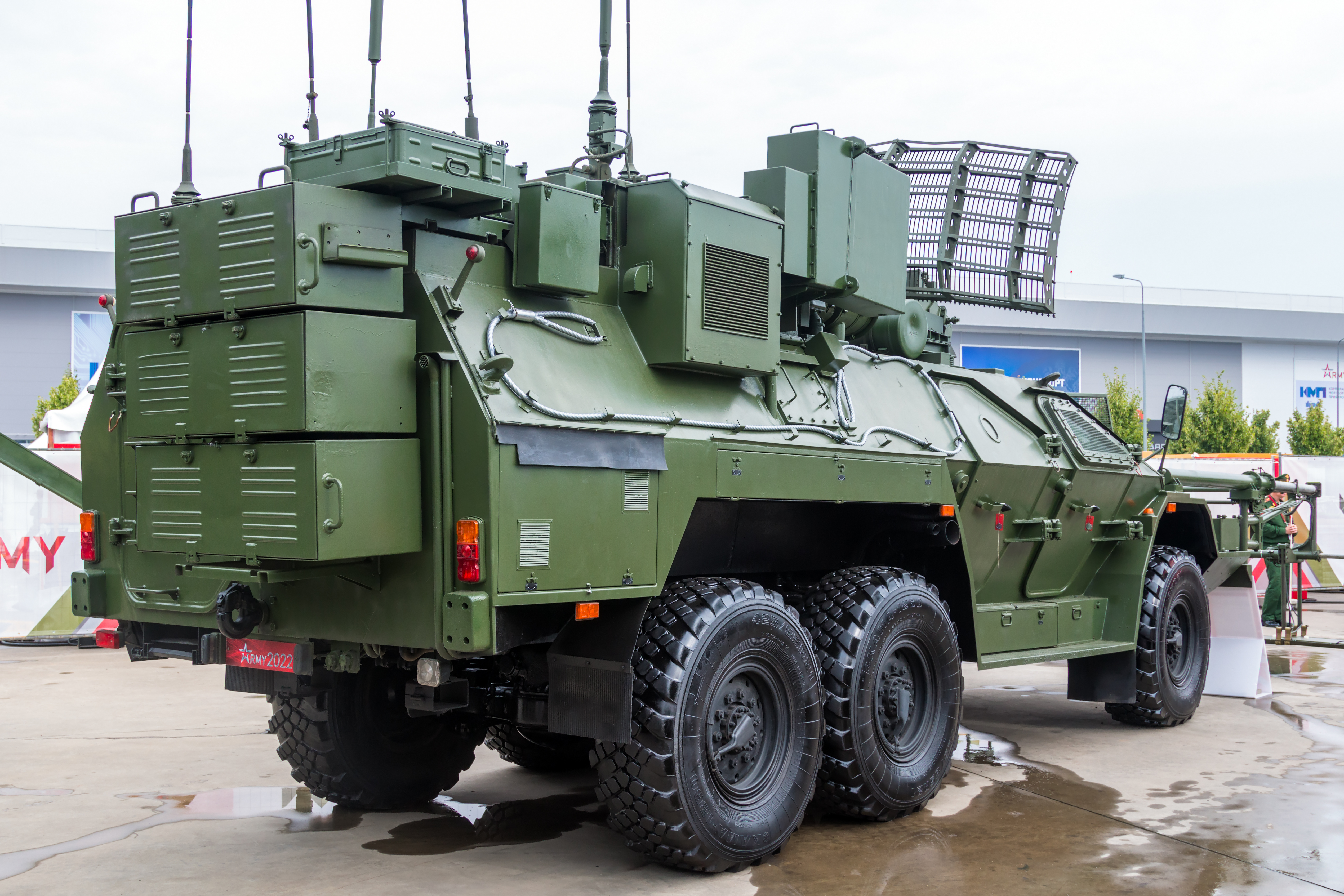
На выставке Армия-2022.

Бронекорпус разделён на 3 функциональных отсека: водителя и командира, оператора, двух сапёров. Имеет защиту от проникновения микроволнового излучения. При работе высокочастотного оборудования для защиты оператора от электромагнитных полей, создаваемых СВЧ-генератором, волноводом и другим оборудованием применяется дополнительно защитная одежда с вшитыми металлическими нитями.
Предназначена для ручного и автоматического обнаружения дистанционно-управляемых мин и минных заграждений, их обезвреживания.
«Листва» оборудована средствами обнаружения взрывоопасных предметов, содержащих металлические детали, при движении со скоростью 15 км/час на дальности до 100 м. Для этого спереди на корпусе имеется широкозахватный многозонный поисковый модуль, содержащий 16 индукционных датчиков, и аппаратура контроля электромагнитной обстановки. Также при необходимости обнаружение мин производится и сапёрами вручную.
Для предотвращения несанкционированного подрыва при ручном разминировании радиоуправляемых взрывных устройств, а также для дистанционного подрыва мин с электронным управлением на борту имеются выносная и стационарная аппаратуры радиоэлектронного подавления с радиусом действия до 70 м.
Обезвреживание мин с электронной системой подрыва производится без их подрыва путём выведения из строя электронной начинки направленным через параболическую антенну на крыше мощным импульсным СВЧ-излучением в секторе по ходу машины под углом 90° и шириной полосы разминирования в 50 м. Также возможно и ручное разминирование сапёрами.

## Комментарии
1. ↑  В скобках — габариты с оборудованием в рабочем положении.